# San Juan del Puerto
San Juan del Puerto és un poble de la província de Huelva (Andalusia), que pertany a la Comarca Metropolitana de Huelva.

## Demografia
| 1996 | 1998 | 1999 | 2000 | 2001 | 2002 | 2003 | 2004 | 2005 | 2006 |
| ---- | ---- | ---- | ---- | ---- | ---- | ---- | ---- | ---- | ---- |
| 5990 | 5910 | 5882 | 5933 | 5961 | 6058 | 6244 | 6560 | 6881 | 7204 |

## Personatges il·lustres
- Jesús Quintero, periodista
- Fátima Bañez García, Ministra d'Ocupació i Seguretat Social